# Corti ottomane Nizamiye
Le corti Nizamiye ("regolare"), scritte anche Nizami), erano un sistema giudiziario di natura secolare introdotto nell'Impero ottomano a partire dalla seconda metà del XIX secolo durante l'era del Tanzimat.
Questo sistema giudiziario era amministrato dal Ministero della Giustizia ottomano e trasse molta influenza dai modelli francesi dell'epoca. Sebbene fosse secolare, la Mejelle, la versione ottomana della shari'a codificata, fu successivamente implementata all'interno del sistema. Questi tribunali consentirono l'ulteriore crescita del pluralismo giuridico all'interno della giurisprudenza ottomana e la loro introduzione ridusse la posizione predominante delle corti basate sulla sharia.

## Storia
Dal 1839 in poi furono attuate varie modifiche giuridiche nell'Impero ottomano con una forte influenza francese. Ad esempio, il codice penale (in turco ceza kannunamesi) del 1840 fu rivisto nel 1851 e successivamente sostituito da un codice giuridico francese, che determinò anche i codici giuridici ottomani del commercio (1850) e del commercio marittimo (1863). Dal 1860 furono introdotti i tribunali secolari Nizamiye per mettere in atto questa nuova forma di pratica legale. Le corti Nizamiye furono istituite per la prima volta nel 1864 come parte degli ampi tentativi di riforma del Tanzimat intesi a occidentalizzare e modernizzare l'Impero ottomano. Durante questo periodo fu fondata la scuola Khediviale di Legge con lo scopo di formare avvocati per i tribunali Nizamiye.
Lo storico del Medio Oriente William L. Cleveland scrive:
“Le nuove leggi penali erano una continuazione del lavoro del giurista, studioso di religione e funzionario civile, Ahmed Cevdet Pascià. In una serie di riforme, Cevdet Pascià organizzò l'istituzione di tribunali secolari, o Nizami, con una propria magistratura e corti d'appello.
Da questo sistema giudiziario sorse una dualità all'interno della pratica legale ottomana. Le corti della Shari'a e le corti Nizamiye coesistevano creando il pluralismo giuridico all'interno dell'Impero. 
Riguardo a questo pluralismo, il professore di diritto Lee Epstein afferma che,
"Nel tentativo di chiarire la divisione delle competenze giudiziarie, un consiglio amministrativo stabilì che le questioni religiose dovevano essere gestite dai tribunali religiosi e le questioni statutarie dovevano essere gestite dai tribunali Nizamiye".
Le corti Nazimiye, tuttavia, come osserva Rubin, non rientravano propriamente nella definizione classica di "secolari". La shari'a rimase una fonte importante e i tribunali erano composti da funzionari che avevano ricevuto una formazione islamica.

## Struttura dei tribunali Nizamiye
La corte era basata su modelli francesi ed era in stile europeo.   Pertanto, contenevano una disposizione gerarchica a tre livelli. Questo sistema era esteso a livello di magistratura locale con la promulgazione finale delle Mejelle, un codice civile che regolava il matrimonio, il divorzio, gli alimenti, il testamento e altre questioni di stato personale.
I tre livelli erano:
1. Tribunali d'istanza
2. Corti d'appello
3. Un tribunale di cassazione con sede a Istanbul, che si occupava delle cause commerciali, penali e civili.